# Tirikapapagáj
A tirikapapagáj (Brotogeris tirica) a madarak osztályának papagájalakúak (Psittaciformes) rendjébe és a papagájfélék (Psittacidae) családjába tartozó faj.

## Rendszerezése
A fajt Johann Friedrich Gmelin német természettudós írta le 1788-ban, a Psittacus nembe Psittacus Tirica néven.

## Előfordulása
Brazíliában, az Atlanti-óceán partvidéki részén honos. Természetes élőhelyei a szubtrópusi és trópusi síkvidéki és hegyi esőerdők, valamint ültetvények és városias régiók. Állandó, nem vonuló faj.

## Megjelenése
Testhossza 23 centiméter, testtömege 63 gramm. Tollazata zöld.
|  |

## Természetvédelmi helyzete
Az elterjedési területe nagy, egyedszáma pedig stabil. A Természetvédelmi Világszövetség Vörös listáján nem fenyegetett fajként szerepel.

## További információ
- Képek az interneten a fajról
- Internet Bird Collection - videók a fajról. [2010. november 9-i dátummal az eredetiből archiválva].
- Xeno-canto.org - a faj hangja és elterjedési területe. [2019. május 30-i dátummal az eredetiből archiválva].